# Johann Sartorius der Jüngere
Johann Sartorius (* 1712; † 3. Oktober 1787 in Deutsch-Kreuz, Königreich Ungarn) war ein siebenbürgisch-sächsischer lutherischer Pfarrer, Kirchenmusiker und Komponist in Siebenbürgen.

## Leben
Der Vater Johann Sartorius der Ältere war lutherischer Pfarrer und Komponist in Hermannstadt und Holzmengen, wo der Junge aufwuchs.
Johann Sartorius der Jüngere studierte um 1732 evangelische Theologie in deutschen Universitäten (Jena?, Kiel?) und war danach Hauslehrer bei Graf Otto in Holstein.
Anschließend kehrte er nach Hermanstadt zurück und wurde dort Stadtkantor, später Konrektor der Stadtschule und Pfarrer an der Klosterkirche. 1750 erhielt er eine Pfarrstelle in Thalheim und 1759 in Deutsch-Kreuz, wo er auch starb.
Johann Sartorius komponierte Kantaten und weitere Kirchenmusik für die Sonn- und Feiertage des Kirchenjahrs, wie auch sein Vater. Beide gehören zu den wichtigen Barockkomponisten in Siebenbürgen.